# Tisa (ime)
Tisa je žensko osebno ime.

## Izvor imena
Ime Tisa je slovansko ime in izhaja iz daljšega imena Tihoslava oziroma Tihomira. Čeprav nekateri to ime povezujejo s strupenim drevesom tisa, ime uvrščamo v predkrščanska slovanska imena. Iz izvora imena lahko sklepamo, da pomeni »tiha, zadržana«.

## Pogostost imena
Trenutno je v Sloveniji 305 žensk z imenom Tisa. Po pogostosti ime uvrščamo na 365. mesto.

## Osebni praznik
Osebe z imenom Tisa lahko osebni praznik praznujejo pod imenom Tacijan (diakon, oglejski mučenec 16. marec, asirski mučenec 12. september), pod imenom Irena (21. februar, Irena Rimska, devica; 5. april, Irena Makedonska mučenka; 18. september, Irena-žena bizantinskega cesarja Ivana II. in ciprska mučenka in 20. oktober, Irena, mučenka s Portugalskega) ali pod imenom Irenej (27. maj, Sveti Irenej Lyonski, apostolski oče, cerkveni oče, škof, mučenec)